# Estação Ametievo
Ametievo (em russo:  Аметьево, em tártaro:  Әмәт) é uma das estações da linha Tsentralhnaia (Linha 1) do Metro de Cazã, na Rússia. A estação «Ametievo» está localizada entre as estações «Gorki» e «Sukonnaia Sloboda».